# Zerconidae
Zerconidae är en familj av spindeldjur. Zerconidae ingår i ordningen kvalster, klassen spindeldjur, fylumet leddjur och riket djur.